# Schwingenstange

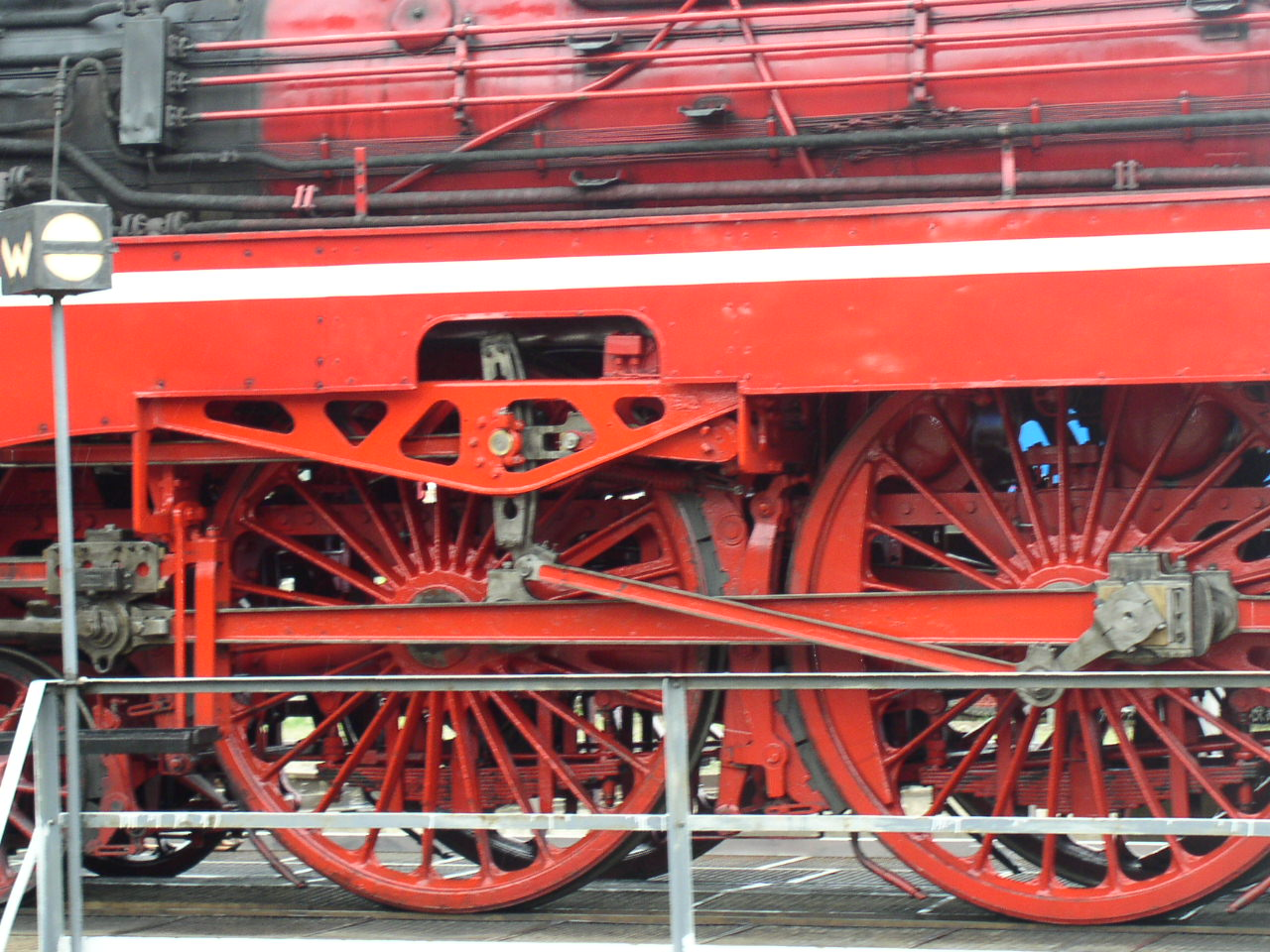
Schwingenstange (schräge Stellung links nach oben) zwischen der Schwinge und der Gegenkurbel bei der 18.201

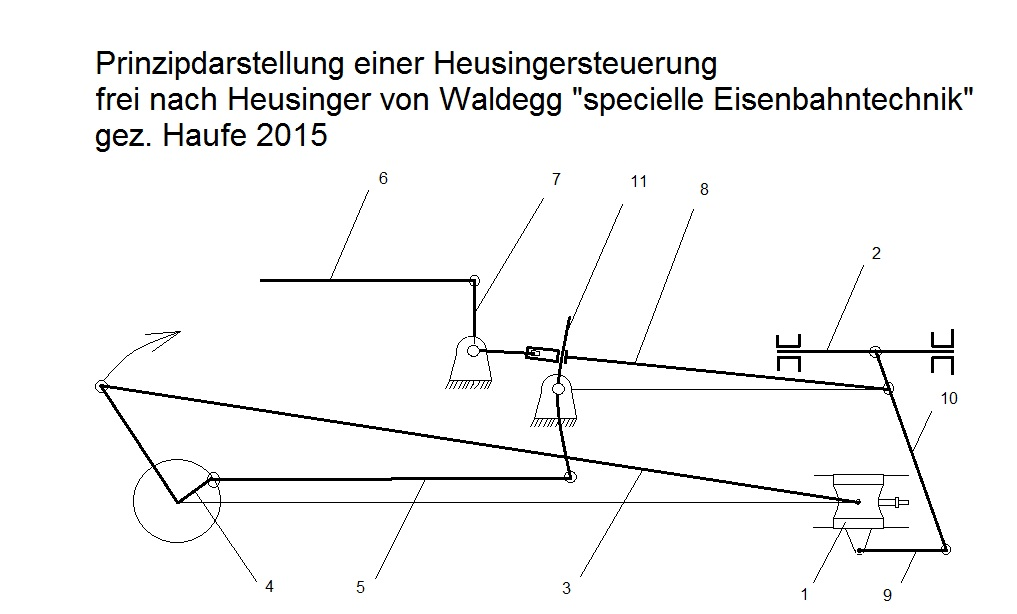
Prinzipdarstellung einer Heusinger-Steuerung, '5' ist die Schwingenstange

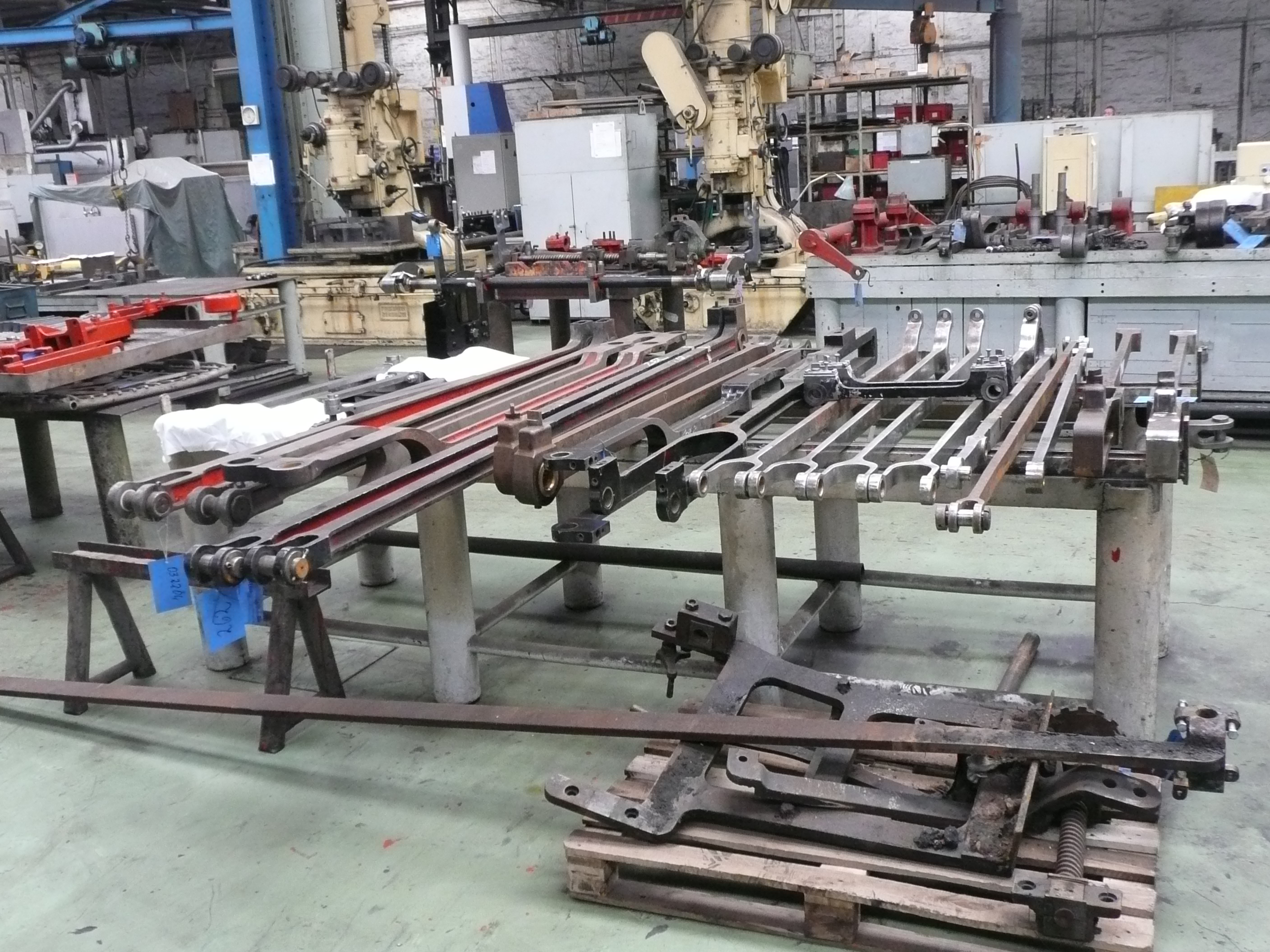
Steuerungsstangen der Dampflok im Dampflokwerk Meiningen

Die Schwingenstange ist ein Teil der äußeren Kulissensteuerung einer Dampflokomotive, von deren Klassifikation die bekannteste als Heusinger-Steuerung ausgeführt worden ist.

## Anwendung und Zweck
Die Schwingenstange überträgt die Bewegung der Treibachse über die Gegenkurbel auf die Schwinge der Heusinger-Steuerung. Dabei erkennt man auf dem Foto die Befestigung auf der Gegenkurbel und dem Ansatz der Schwinge. Die Schwingenstange ist an der Verbindung zur Schwinge gegabelt, nicht jedoch an der Verbindung zur Gegenkurbel. In dieser Form ist sie eindeutig auszumachen, da sie in dieser Form die längste der Steuerungsstangen ist. Sie wird an beiden Enden geschmiert. 
Auf der Skizze erkennt man, dass bei der Dampflokomotivbewegung eine gleichbleibende Schwingbewegung durch die Bewegung der Gegenkurbel übertragen wird, die ohne Einfluss von der Stellung der Steuerungsstange und somit des Steuerungsrades im Führerstand ist. Die Schwingenstange überträgt die Drehbewegung der Gegenkurbel auf die Schwinge in eine translatorische Bewegung.